# 大石镇 (甘谷县)
大石镇，是中华人民共和国甘肃省天水市甘谷县下辖的一个乡镇级行政单位。
2015年10月9日，甘肃省民政厅批复同意撤销大石乡，设立大石镇。

## 行政区划
大石镇下辖以下地区：
王川村、马川村、麻坪村、李湾村、水滩村、曲坪村、丁窑村、咸川村、黄坪村、梨沟村、大石村、中庄村、温岘村、马窑村、赵坡村、贯寺村、牛川村、河南村、武山村、下山村、榆川村、李川村、王湾村、南山村和北山村。